# Antoni Motyczka
Antoni Andrzej Motyczka (ur. 9 czerwca 1941 w Rybniku, zm. 24 stycznia 2013 w Czyżowicach) – polski naukowiec, inżynier, nauczyciel akademicki i polityk, profesor nauk technicznych, senator VI, VII i VIII kadencji.

## Życiorys
W 1968 ukończył studia na Wydziale Górniczym Politechniki Śląskiej w Gliwicach. Doktoryzował się, a w 1981 został doktorem habilitowanym (dziedzina górnictwo). Profesorem tej uczelni był od 1992. W latach 1990–1996 pełnił funkcję dziekana Wydziału Budownictwa. Specjalizował się w technologiach drążenia małych tuneli w budownictwie podziemnych obiektów inżynierskich, opublikował kilkadziesiąt publikacji naukowych. W 2010 otrzymał tytuł profesora nauk technicznych.
Był członkiem NSZZ „Solidarność” Politechniki Śląskiej. Od 1998 do 2005 zasiadał w radzie powiatu wodzisławskiego (w 1998 został wybrany z listy Akcji Wyborczej Solidarność, a w 2002 z ramienia Niezależnej Inicjatywy Powiatowej).
W wyborach parlamentarnych w 2005 z ramienia Platformy Obywatelskiej został wybrany na senatora VI kadencji w okręgu rybnickim. W wyborach w 2007 po raz drugi uzyskał mandat senatorski, otrzymując 40 929 głosów. W wyborach w 2011 z powodzeniem ubiegał się o reelekcję, w nowym okręgu jednomandatowym dostał 27 392 głosy.
Chorował na serce, zmarł 24 stycznia 2013.

## Życie prywatne
Syn Jana i Reginy. Był żonaty, miał jedno dziecko. Mieszkał w Czyżowicach, został pochowany na cmentarzu w tej miejscowości.

## Odznaczenia
- Złoty Krzyż Zasługi – 2010[7]